# Паулиста (футбольный клуб)
«Паулиста» (порт. Paulista Futebol Clube Ltda.) — бразильский футбольный клуб из города Жундиаи, штат Сан-Паулу. Наиболее известен благодаря победе в Кубке Бразилии в 2005 году и, соответственно, участию в Кубке Либертадорес в следующем сезоне.

## История
Клуб был основан в 1909 году на базе другого клуба «Jundiahy» (в русскоязычном варианте название останется неизменным — «Жундиаи»). В 1990—2000-е клуб несколько раз менял своё название. В 2002 году команда называлась просто «Жундиаи». С 2003 носит своё современное название, означающее принадлежность к штату Сан-Паулу.
По итогам чемпионата Паулисты A3 команда заняла 17-е место и вылетела из системы профессиональных лиг чемпионата штата Сан-Паулу. В 2020 году вернулась в Лигу Паулисту A3.

### Кубок Бразилии 2005
В розыгрыше Кубка Бразилии 2005 года Паулиста провела 12 матчей, одержала 5 побед, 4 раза сыграла вничью и проиграла в 3 матчах. Дважды команда выигрывала противостояние в сериях пенальти. В таблице показан турнирный путь «Паулисты». Первой указана команда, начинавшая противостояние у себя дома.
| Команда 1           | Итог          | Команда 2  | 1-й матч | 2-й матч |
| ------------------- | ------------- | ---------- | -------- | -------- |
| (1/32) Паулиста     | 2:1           | Жувентуде  | 1:0      | 1:1      |
| (1/16) Паулиста     | 3:3 (гв)      | Ботафого   | 1:1      | 2:2      |
| (1/8) Интернасьонал | 1:1 (пен 2:4) | Паулиста   | 1:0      | 0:1      |
| (1/4) Фигейренсе    | 1:1 (пен 1:3) | Паулиста   | 1:0      | 0:1      |
| (1/2) Паулиста      | 5:4           | Крузейро   | 3:1      | 2:3      |
| (Финал) Паулиста    | 2:0           | Флуминенсе | 2:0      | 0:0      |

## Достижения
- Чемпион Кубка Бразилии (1): 2005
- Чемпион Бразилии в Серии C (1): 2001